# 謝烏-默蓋魯什鄉
47°05′N 24°23′E / 47.083°N 24.383°E
謝烏-默蓋魯什鄉（羅馬尼亞語：Comuna Șieu-Măgheruș, Bistrița-Năsăud），是羅馬尼亞的鄉份，位於該國西北部，由比斯特里察-訥瑟烏德縣負責管轄，面積60平方公里，海拔高度308米，2007年人口4,129，人口密度每平方公里69人。